# Người Canada bản địa
Người Canada bản địa hay còn gọi là Thổ dân Canada, là những người dân bản địa trong ranh giới của Canada ngày nay. Chúng bao gồm các quốc gia đầu tiên Inuit, Inuit và Métis. Mặc dù "Anh điêng" là một thuật ngữ vẫn thường được sử dụng trong các tài liệu pháp lý, các mô tả "Anh điêng" và "Eskimo" đã phần nào rơi vào tình trạng không hài lòng ở Canada và một số coi chúng là đáng ghét. Tương tự, "Thổ dân" như một danh từ tập thể là một thuật ngữ được sử dụng trong một số tài liệu pháp lý, bao gồm Đạo luật Hiến pháp, năm 1982, mặc dù trong một số vòng kết nối mà từ đó cũng rơi vào tình trạng hỗn loạn.
Old Crow Flats và Bluefish Caves là một số địa điểm được biết đến sớm nhất của cư trú của con người ở Canada. Người Paleo da đỏ Clovis, Plano và tiền Dorset các nền văn hóa trước ngày hiện tại Thổ dân châu Mỹ. Các công cụ điểm, giáo, đồ gốm, vòng đeo tay, đục lỗ và dao cạo đánh dấu các địa điểm khảo cổ, do đó phân biệt các giai đoạn văn hóa, truyền thống và phong cách giảm thạch cao.
Các đặc điểm của văn hóa thổ dân Canada bao gồm các khu định cư vĩnh viễn, nông nghiệp, kiến trúc dân sự và nghi lễ, hệ thống phân cấp xã hội phức tạp và mạng lưới kinh doanh. Văn hóa Métis máu hỗn hợp có nguồn gốc từ giữa thế kỷ 17 khi người dân tộc đầu tiên và người Inuit kết hôn với người châu Âu. Người Inuit đã có sự tương tác hạn chế hơn với những người định cư châu Âu trong thời kỳ đầu. Các luật, hiệp ước và luật pháp khác nhau đã được ban hành giữa người nhập cư châu Âu và các quốc gia đầu tiên trên khắp Canada. Quyền tự trị của thổ dân tạo cơ hội quản lý các khía cạnh lịch sử, văn hóa, chính trị, y tế và kiểm soát kinh tế trong cộng đồng người dân đầu tiên.
Theo điều tra dân số năm 2016, người thổ dân ở Canada tổng cộng 1.673.785 người, hoặc 4,9% dân số cả nước, với 977.230 người dân Quốc gia đầu tiên, 587,545 Métis và 65,025 Inuit. Có hơn 600 chính phủ hoặc ban nhạc đầu tiên được công nhận với các nền văn hóa, ngôn ngữ, nghệ thuật và âm nhạc đặc biệt. Ngày quốc gia bản địa dân tộc công nhận các nền văn hóa và đóng góp của những người thổ dân trong lịch sử Canada. Các quốc gia đầu tiên, người Inuit và người Métis thuộc mọi nguồn gốc đã trở thành những nhân vật nổi bật và đã đóng vai trò là người mẫu trong cộng đồng Thổ Dân và giúp định hình bản sắc văn hóa Canada.